# Igénycímer

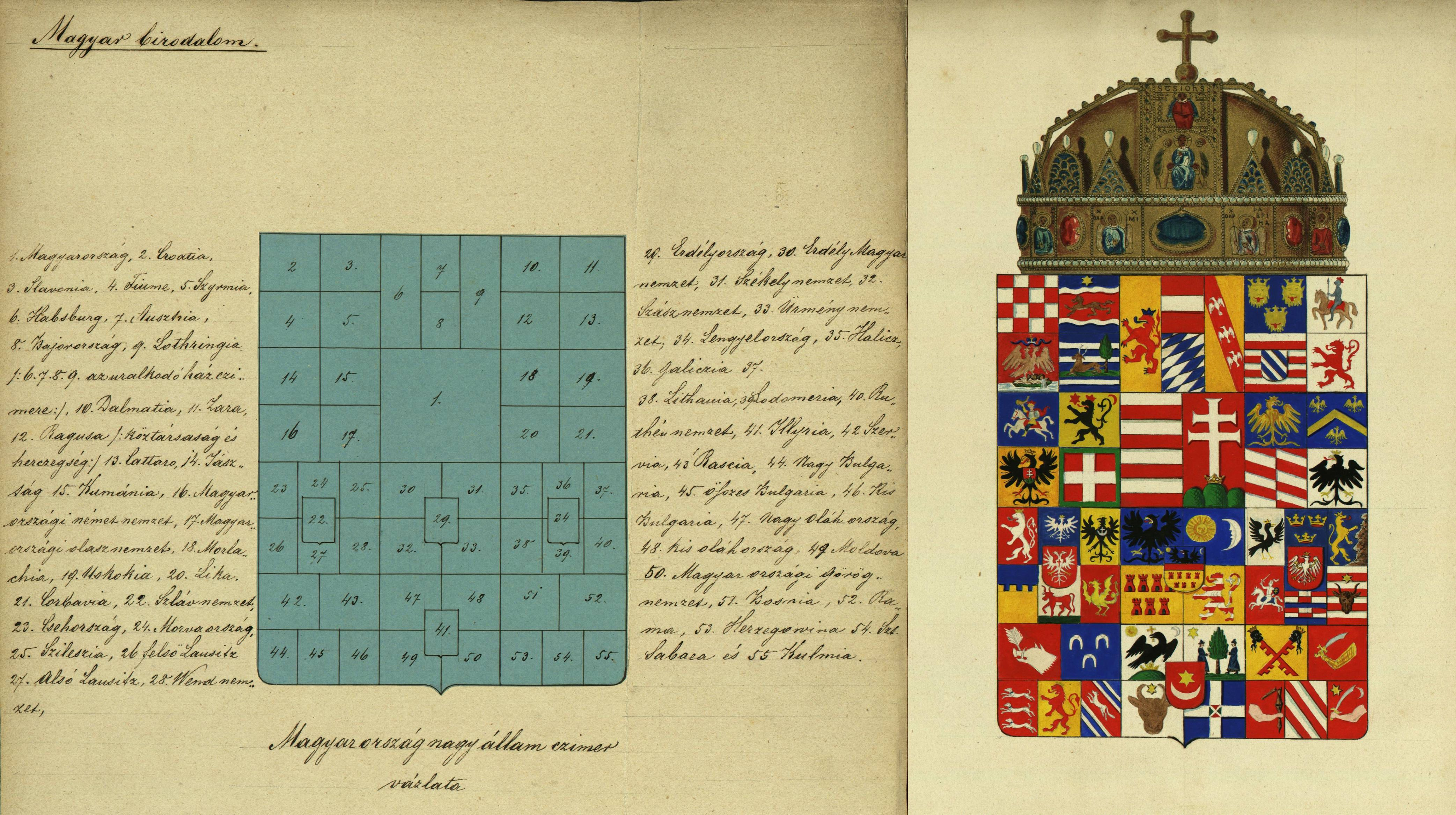
Altenburger Gusztáv nagycímer-terve

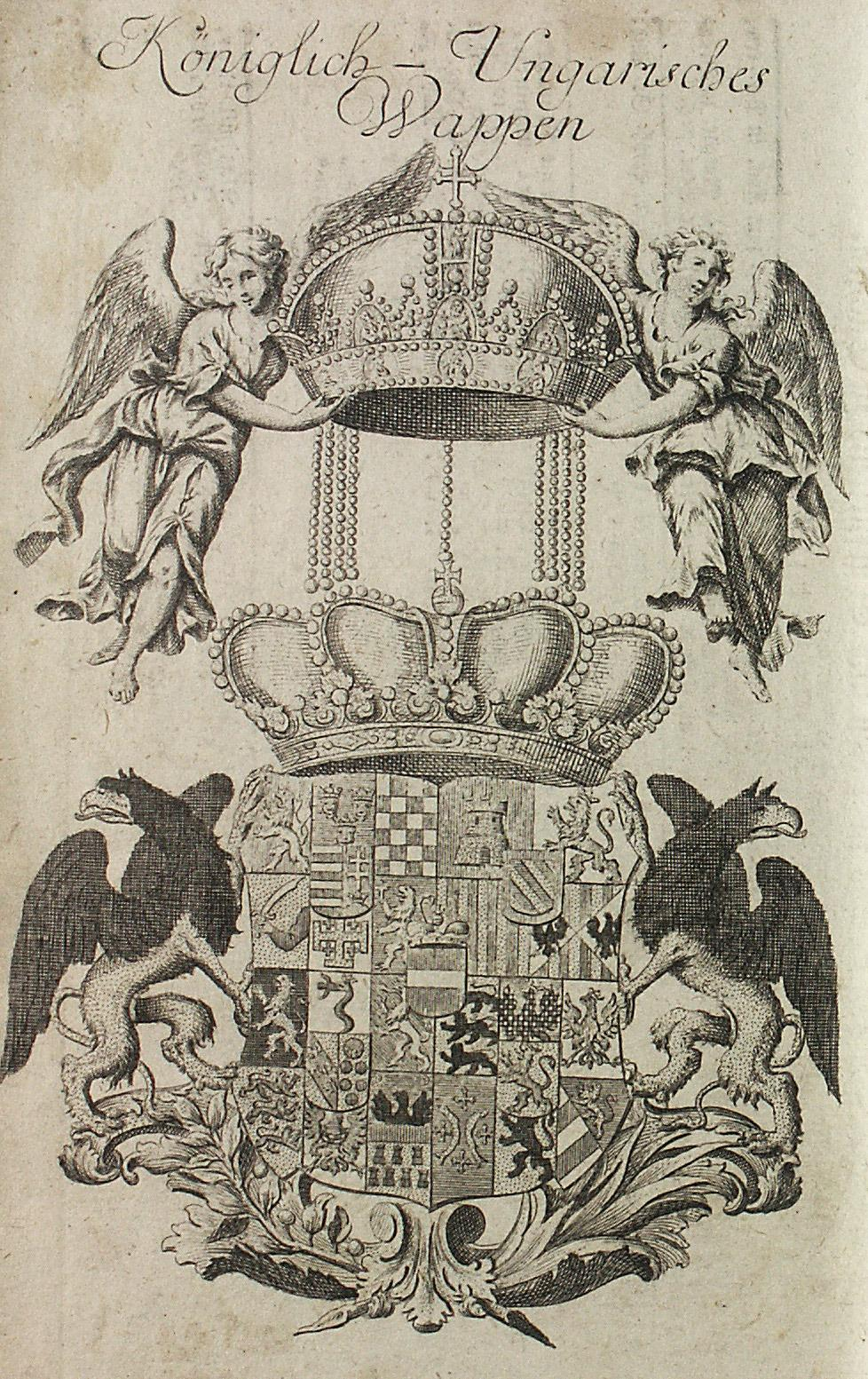
Magyarország ún. teljes nagycímere

Az igénycímer olyan mező a címerpajzson belül, melyet egy igényelt vagy várható ország, tartomány, birtok, örökség, hivatal jelképeként vesznek fel a pajzsba a ténylegesen is viselt címerek közé. Kizárólag csak az osztott címereknél fordul elő. A jövőben felvenni szándékozott címer számára kiahagyott üres mezőt ezzel szemben várománycímernek nevezzük. Az uralkodói nagycímerek nagyrészt az igénycímerek miatt váltak rendkívül bonyolulttá.
Névváltozatok: 

la: insignia praetensionis, fr: armoiries de prétention, de: Anspruchswappen

Rövidítések

Az igénycímerek használata valamilyen tényleges vagy fiktív jogon alapult. Az uralkodó fejedelmek általában minden olyan ország címerét felvették a saját címerpajzsukra, mely valaha a fennhatóságuk alatt állt, s melynek birtoklását vita tárgyává tehették. Ezért főleg az uralkodó fejedelmek használtak igénycímereket. Az angol királyok például igénycímerként a 19. század elejéig viselték Franciaország címerét a pajzsukban, és a szavojai hercegek is igénycímerként viselték a ciprusi és jeruzsálemi királyság címerét.
Magyarország királyai hosszabb-rövidebb ideig számos szomszédos tartomány fölött uralkodtak. Ezek címerei megmaradtak Magyarország nagycímerében azután is, hogy elvesztették ezen területek fölötti fennhatóságukat. Más tartományok fölött sohasem uralkodtak ténylegesen (pl. Jeruzsálem), de ezek címereinek viselése nagyobb tekintélyt kölcsönzött a hatalmuknak. Ezen címerek és címek átmentek a Habsburg uralkodók címei közé is és ezáltal a hanyatló heraldika korában hosszú uralkodói címzések és bonyolult nagycímerek alakultak ki. A Habsburgok nemcsak a magyar, hanem a lotaringiai-háztól és más uralkodócsaládoktól örökölt címeket is használtak, és az ő címeik is átmentek más uralkodócsaládokra. Ezért Magyarország címere megtalálható számos nápolyi, spanyol, francia, angol stb. igénycímerben is.